# Región de Kidal
La región de Kidal (oficialmente, y en francés, Région de Kidal) es la VIII región administrativa de Malí. Tiene una extensión de 151.430 km², principalmente en el macizo del Adrar de los Iforas. Su capital es la ciudad de Kidal.

## Historia
Esta región fue creada el 8 de agosto de 1991, tras los acuerdos de Tamanraset del 6 de enero de 1991. La zona se ha visto muy marcada por las dos Rebeliones tuareg: la primera, de 1963-1964 y la segunda, de 1990-1995. Gracias a los acuerdos celebrados tras el final de esta última rebelión, se inició la descentralización territorial. A finales de 2011, otro grupo de Rebeldes Tuareg, el Movimiento Nacional para la Liberación del Azawad, comenzó una nueva rebelión en la zona.
El 6 de abril de 2012 este grupo armado, que se había hecho con el control de ésta y otras regiones de Malí, proclamó unilateralmente la independencia de Azawad respecto de Malí bajo el nombre de Estado Independiente de Azawad, sin haber recibido reconocimiento internacional alguno. Así pues, en la actualidad la región se encuentra de facto bajo control de Azawad, a pesar de que legalmente siga perteneciendo a Malí.

## Geografía
La región está limitada al oeste por la región de Taoudeni, al sur por las regiones de Gao y Ménaka, al este por Níger y al norte por Argelia. El clima es desértico con temperaturas que oscilan los 45 °C durante el día y entre 5º y 12 °C por la noche.
La población está alrededor de los 85.000 habitantes, está formada esencialmente por tamaskeks y songhays. Las principales ciudades son Kidal, Tessalit y Aguel'hoc.

## Organización administrativa
La región de Kidal está dividida en 4 cercelas o círculos:
- Círculo de Abeibara (7331 habitantes); capital, Abeibara.
- Círculo de Kidal (16 923); capital, Kidal.
- Círculo de Tessalit (5857); capital, Tessalit.
- Círculo de Tin-Essako (935); capital, Tin-Essako.

## Cultura
La región está poblada básicamente por tamasheks, una etnia nómada de origen bereber que se dedica especialmente a la ganadería. Su escritura es el tifinagh, de la que se encuentran variantes en todo el Sahara. El nomadismo es la forma de vida más adaptada al entorno difícil de la región, aunque se constatan algunas zonas de sedentarismo en las principales ciudades.